# Trachinus
Genre
Trachinus est un genre de poissons marins de la famille des Trachinidae (les vives). Ce genre compte huit espèces de vives.

## Liste des espèces
Selon FishBase (29 janv. 2016) et World Register of Marine Species (29 janv. 2016) :
- Trachinus araneus (Cuvier, 1829) - vive araignée ou vive tachetée
- Trachinus armatus Bleeker, 1861
- Trachinus collignoni Roux, 1957
- Trachinus cornutus Guichenot, 1848
- Trachinus draco (Linnaeus, 1758) - grande vive ou vive commune
- Trachinus lineolatus Fischer, 1885
- Trachinus pellegrini Cadenat, 1937
- Trachinus radiatus (Cuvier, 1829) - vive rayée ou vive à tête rayonnée